# 紙上足球
紙上足球（波蘭文：Piłkarzyki na papierze 英文：Paper Soccer、Paper Hockey），是流傳於波蘭的紙筆遊戲、兩人棋類。

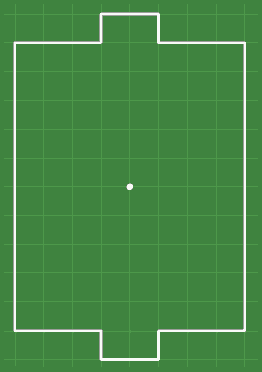
一種紙球棋棋盤

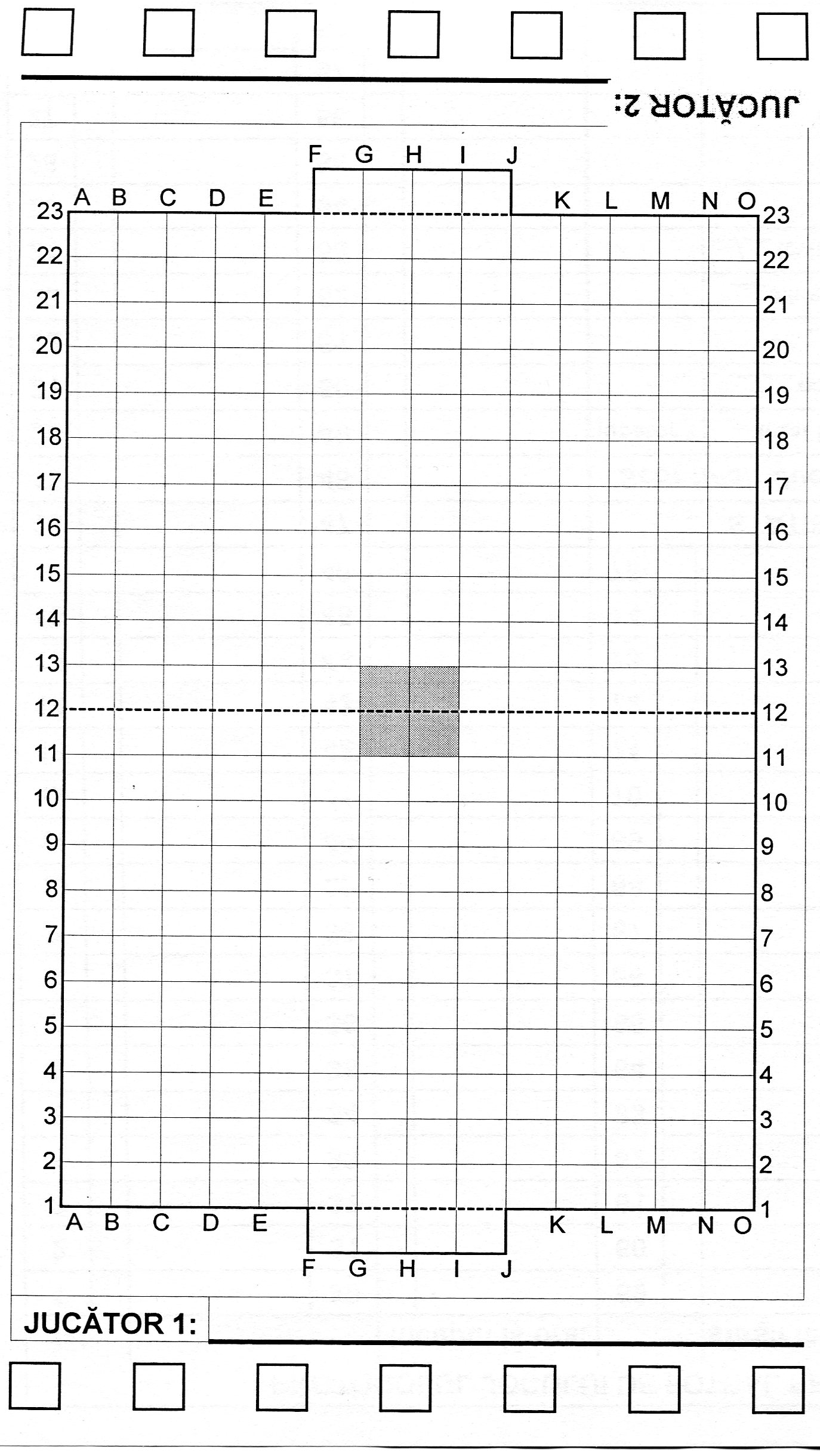
一種紙球棋棋盤

## 棋具
- 可使用方格紙，通常畫為8*10棋盤，各底邊中間再多兩棋格，代表球門。

## 棋規

棋局範例，當畫到已有連結的棋點時，再獲一回合。

- 兩方轮流相連在同棋格、且未连接的两个棋点，連線可是纵、横、斜线，可交叉过另一斜线。先手第一著出发位为棋盘中点，其余連結的出发点，需为上一著最後连的棋点。
  - 只要劃到已有任何方连接的棋点时，该方再获一回合，可继续延同方向前进、或弯九十度、四十五度。
  - 只要劃到棋边的棋点时，该方再获一回合，但须转弯九十度。
- 无法进行时，重新一盘。
- 当划到敌方球门的點之一时，己方获得一分，再重新一盘。[1]
[查证请求]